# Tu te reconnaîtras
Tu te reconnaîtras è un singolo della cantante francese Anne-Marie David, pubblicato nel 1973 da Epic Records ed estratto dall'omonimo album.
Ha rappresentato il Lussemburgo all'Eurovision Song Contest 1973, vincendo la diciottesima edizione del festival con 129 punti e consegnando al Granducato la sua quarta vittoria all'Eurovision Song Contest.

## Composizione e pubblicazione
Il brano è stato scritto in francese da Vline Buggy e composto da Claude Morgan ed è stato pubblicato nel 1973 dall'etichetta statunitense Epic Records su 45 giri. Successivamente la stessa etichetta ha pubblicato anche una versione in tedesco, una in inglese e un'altra in spagnolo oltre che due versioni in italiano.

## Tracce
1. Tu te reconnaîtras – 2:40
2. Au bout du monde – 2:30

## Classifiche

### Classifiche settimanali
| Classifica (1973) | Posizione massima |
| ----------------- | ----------------- |
| Belgio (Fiandre)  | 6                 |
| Belgio (Vallonia) | 1                 |
| Germania          | 40                |
| Norvegia          | 2                 |
| Paesi Bassi       | 2                 |
| Svizzera          | 6                 |

### Classifiche di fine anno
| Classifica (1973) | Posizione |
| ----------------- | --------- |
| Belgio (Fiandre)  | 58        |
| Paesi Bassi       | 66        |